# Frank Stefan Becker
Frank Stefan Becker (* 11. November 1952 in Marburg) ist ein deutscher Schriftsteller.

## Werdegang
Becker ist promovierter Physiker und arbeitete bis Ende 2012 als Bildungs- und Hochschulexperte bei der Firma Siemens. Nebenberuflich verfasst er historische Romane, die in der römischen Antike und im Frühmittelalter spielen.
Er war aktives Mitglied des Autorenkreises Quo Vadis und Organisator des Sir-Walter-Scott-Literaturpreises und lebt jetzt in Berlin.

## Werke
- Der Abend des Adlers. Herbig Verlag, München 2004, ISBN 3-7766-2387-X
- Der Preis des Purpurs. Langen Müller Verlag, München 2007, ISBN 3-7844-3108-9
- Das Dritte Schwert (Mitautor), Quo-Vadis-Gemeinschaftsroman, Aufbau Taschenbuch Verlag, Berlin 2008, ISBN 3-7466-2403-7
- Sie kamen bis Konstantinopel. Verlag Philipp von Zabern, Mainz 2009, ISBN 3-8053-4081-8
- Die dreizehnte Stunde. Herausgeber und Mitautor, Aufbau Taschenbuch Verlag, Berlin, 2010, ISBN 3-7466-2622-6
- Rom - das andere Imperium. ANTIKE WELT, Januar 2011, S. 52